# Henrich Ravas
Henrich Ravas (* 16. August 1997 in Senica) ist ein slowakischer Fußballtorhüter.

## Karriere

### Verein
Nachdem er in seiner Jugend erst beim FK Senica gespielt hatte, ging Henrich Ravas später in die U19 von Spartak Myjava über. Im Sommer 2018 wechselte er nach England, wo er zunächst bei der U18 von Peterborough United und anschließend in der U19 von Boston United aktiv war. Zum Jahresanfang 2016 wechselte er zu Derby County und war bis Sommer 2017 in deren U21 aktiv. Für die Spielzeit 2017/18 wurde er an Gainsborough Trinity verliehen und ging nach seiner Rückkehr in die U23 von Derby über, im Sommer 2020 rückte er in den Kader der ersten Mannschaft auf. Hier bekam er jedoch keine Einsätze und gab erst im Oktober 2020 im Rahmen einer Leihe an Hartlepool United sein Debüt in den oberen Spielklassen. Bis Saisonende 2020/21 kam er zudem zehn Mal in der National League zum Einsatz.
Nach dem Ende seiner Leihe kehrte Ravas ablösefrei in seine Heimat zu seinem ehemaligen Jugendverein in Senica zurück. Dort kam er gleich am 1. Spieltag zum Einsatz und war über den gesamten Verlauf der Hauptrunde Stammtorhüter. Nach Saisonende wurde seinem Klub wegen finanzieller Probleme die Lizenz entzogen und somit verließ er diesen im März 2023 und heuerte in Polen bei Widzew Łódź an. Dort debütierte er in der zweiten Liga am 26. Spieltag bei einem 2:1-Sieg über GKS Tychy und hütete danach auch für den Rest der Saison das Tor.
Nach der Hinrunde 2023/24 wechselte er in die USA zum MLS-Franchise New England Revolution. Sein Ligadebüt gab er am 25. Februar 2024 bei einer 1:3-Niederlage gegen D.C. United. Im Sommer 2024 wechselte Ravas zu KS Cracovia.

### Nationalmannschaft
Für die slowakische A-Nationalmannschaft wurde Ravas erstmals im November 2022 zu zwei Freundschaftsspielen nominiert. Auch während der Qualifikation für die Europameisterschaft 2024 war er im Kader. Nach der erfolgreichen Qualifikation seiner Mannschaft wurde er für den finalen Kader bei der Endrunde als dritter Torhüter nominiert.